# Tabankulu
Tabankulu, également orthographié Ntabankulu, est une ville située dans le district municipal d'Alfred Nzo dans la province du Cap oriental en Afrique du Sud. Le village se trouve à environ 30 km à l'est-sud-est du mont Frere et à 50 km au sud-sud-ouest de Kokstad.

## Histoire
D'origine xhosa, le nom signifie 'grande montagne. Il a commencé en tant que magasin général en 1894, détenu par Blenkinsop et Meth, tandis que le village était en cours d'aménagement en 1909.